# Объединённая партия государства Ва
Объединённая партия государства Ва (ва Been' Rob Rom' Hak Tiex Praog, бирм. ဝပြည် သွေးစည်း ညီညွတ်ရေး ပါတီ, кит. трад. 佤邦聯合黨, упр. 佤邦联合党, пиньинь Wǎbāng Liánhédǎng, палл. Вабан Ляньхэдан) — правящая партия государства Ва, автономного региона на севере штата Шан Мьянмы. Она была основана 3 ноября 1989 года в результате слияния коммунистической Объединённой национальной партии Бирмы и нескольких более мелких некоммунистических групп Ва. Её вооружённым крылом является Объединённая армия государства Ва, а председателем и главнокомандующим является Бао Юйсян. 
Партия поддерживает отличные отношения с Китаем, которые начались ещё во времена Коммунистической партии Бирмы (КПБ), из которой она вышла в 1989 году; её лидеры напрямую сотрудничают с китайской военной разведкой и получают постоянную военную и финансовую помощь из Пекина. Организация партии также основана на образцах Коммунистической партии Китая.

## Создание

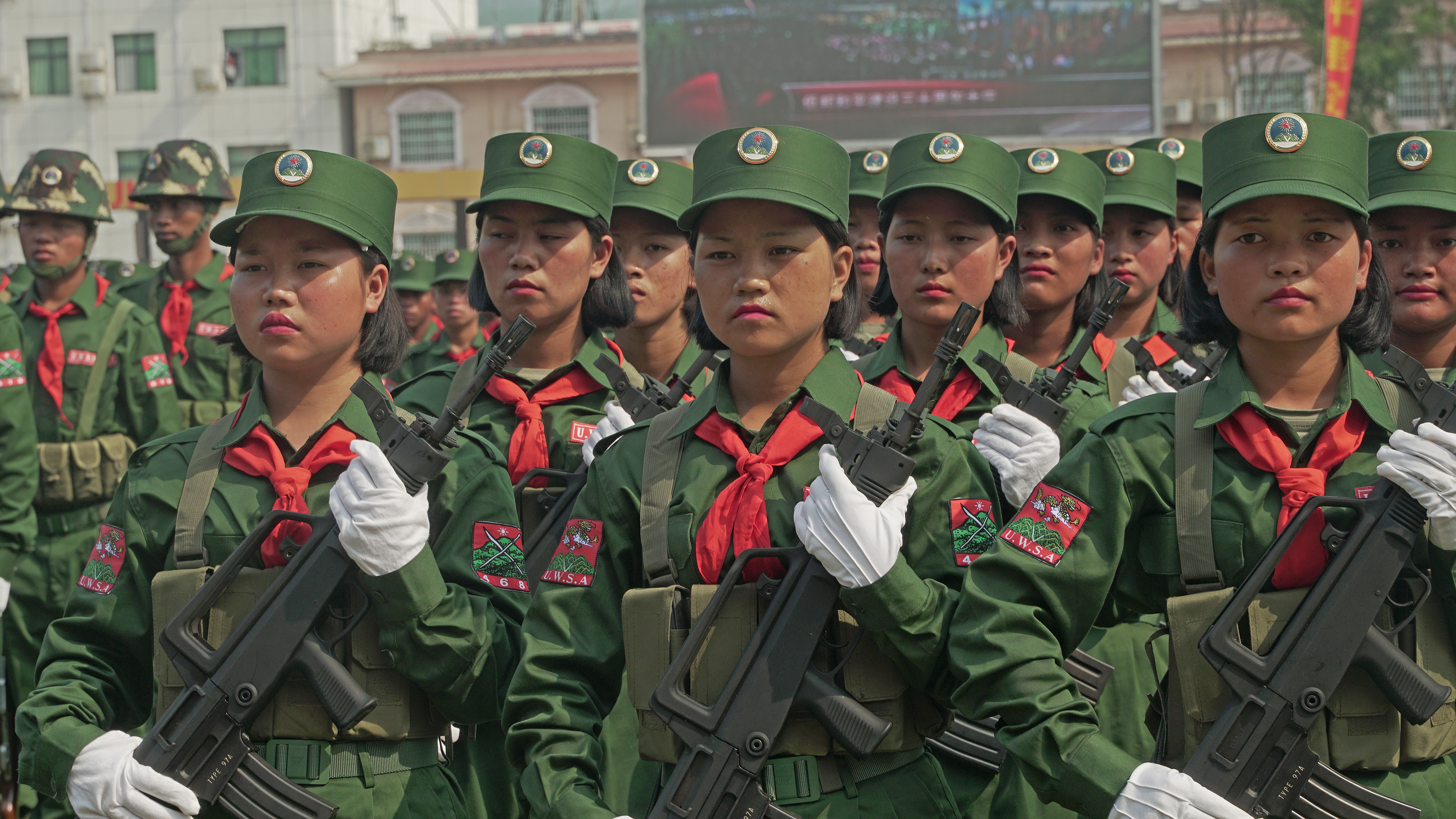
Женщины в рядах Объединённой армии Ва

С конца 1960-х основной боевой силой КПБ в гражданской войне в Бирме служила этническая группа ва, но к концу 1980-х возросла напряженность между ней и руководством КПБ, в основном из числа этнически бамарских интеллектуалов. В апреле 1989 года бойцы ва штурмовали штаб-квартиру партии в Пансане (современный Панкан), уничтожив портреты компартийных лидеров и коммунистическую литературу. Налёт был произведён с молчаливого одобрения и согласия китайцев, которые были основными спонсорами КПБ и хотели избавиться от её старого руководства, чтобы улучшить свои отношения с новыми центральными властями в Мьянме после падения Не Вина. Коммунисты из числа ва затем сформировали Национальную объединенную партию Бирмы и слились с ещё несколькими организациями этого народа, действовавшими вдоль китайской границы Китая и Мьянмы, такими как Национальный совет Ва.